# Meganoton gressitti
Meganoton gressitti är en fjärilsart som beskrevs av Clark 1937. Meganoton gressitti ingår i släktet Meganoton och familjen svärmare. Inga underarter finns listade i Catalogue of Life.